# إسرائيل باسكون
إسرائيل باسكون (بالإسبانية: Israel Bascón)‏ (15 مارس 1987 في إسبانيا - ) هو لاعب كرة قدم إسباني في مركز الوسط. شارك مع منتخب إسبانيا تحت 16 سنة لكرة القدم ومنتخب إسبانيا تحت 17 سنة لكرة القدم. أما مع النوادي، فقد لعب مع ريال بيتيس ونادي ألباسيتي ونادي خيريث وVeria F.C. ‏ وريال بيتيس بي ونادي ماردة ‏.

## وصلات خارجية
- إسرائيل باسكون على موقع قاعدة بيانات كرة القدم.إي يو (الإنجليزية)
- إسرائيل باسكون على موقع Soccerbase.com (لاعب) (الإنجليزية)
- إسرائيل باسكون على موقع Soccerway.com (الإنجليزية)